# Eliche
El río Eliche es un río del sur de la península ibérica perteneciente a la cuenca hidrográfica del Guadalquivir, que discurre por el centro-oeste de la provincia de Jaén (España). 

## Curso
Nace en el término municipal de Martos y atraviesa el término de Los Villares, uniéndose en esta localidad al río Frío que nace en la Sierra de la Pandera. Tras dejar Los Villares, el Eliche atraviesa los cañones y se une en el Puente de la Sierra con el río Quiebrajano, formando con este el río Jaén. Este río desemboca en el río Guadalbullón, afluente del Guadalquivir.

## Flora y fauna
Según datos obtenidos a través de muestreos piscícolas llevados a cabo entre 2018 y 2019, en el río Eliche solo se detectó la presencia de una 
única especie, el barbo, confirmandose así la extinción de otras especies autóctonas que abundaban en el pasado por vertidos de alpechín.